# Ujváry Éva
Ujváry Éva névvariáns: Újváry Éva (Budapest, 1958. november 24. –) magyar rádiós és televíziós műsorvezető, tanár.

## Életpályája
A Bartók Béla Zeneművészeti Szakközépiskola hárfa szakán érettségizett. Előtte 1976-ban, 17 évesen Balatonfüreden elnyerte az Anna-bál Szépe címet. Abban az évben készült el Bacsó Péter: Zongora a levegőben című filmje, amelyben Kállai Ferenc és Pécsi Ildikó lányát (Padilzsán Valikát) játszotta. Felvették a Színművészeti Főiskolára, de csak egy  évet végzett el. Az Egri Tanárképző Főiskola magyar–ének szakán szerzett diplomát.
Önmagáról mesélte:    

„Egész korán zongorázni, hárfázni  és balettozni tanultam. De énekeltem a Rádió gyermekkórusában is. Verseket írtam, később zenét szereztem…Konzervatóriumot végeztem, a Színművészeti Főiskolára jártam egy évet, aztán két szemesztert a jogi egyetemen. Majd felvettek a bölcsészkarra - el sem kezdtem. Végül, amikor már benőtt a fejem lágya, akkor elvégeztem az Egri Tanárképző Főiskola magyar – ének szakát.…voltam képesítés nélküli óvónő,… elvégeztem egy szőrösállatka-készítői tanfolyamot, dohánybolt-vezetői tanfolyamot, idegenforgalmi és boltvezetői tanfolyamot… Mindig arra gondoltam, sosem lehet tudni, mi mire lesz jó.”

1992-ben jelentkezett a Magyar Rádió rádióbemondói és műsorvezetői tanfolyamára. A Rádióban bemondóként dolgozott, és gyermekműsorokat vezetett.

„Négy kategóriában kaptunk mikrofonengedélyt, legmagasabb a bemondói volt. Én ezt kaptam… ”

„…négyszáz jelentkezőből hatvanat vettek fel. Ebből hatan kaptunk rádióbemondói mikrofonengedélyt és a hatból hárman bemondói állást. Közülük egyedül én voltam nő… Montágh Imrétől… sokat tanultam a Színművészeti Főiskolán… Kalmár Zsuzsa beszédtanár — a rádióbemondói tanfolyamon - is segítségemre volt.”

1992-ben Magyarország legszebb asszonyává választották a Mrs. Hungary szépségversenyen, ahol a Közönség Díját is elnyerte. .
1993-tól 1997 októberéig dolgozott a Magyar Televízióban, ahol kezdetben bemondó volt, majd műsorvetője lett a Leporello, a lottósorsolás és a Házipénztár című műsoroknak. Készített riportokat és szerkesztette az Üzlet című műsort. 1998-tól a miskolci Non Stop Rádiónál műsorvezetőként, majd 2002-től a Rádió17-nél szerkesztőként, műsorvezetőként, hírolvasóként dolgozott. Tanárként általános iskolákban tanított.

## Filmszerepe
- Zongora a levegőben (1976)... Padlizsán Valika